# 28780 Lisadeaver
28780 Lisadeaver è un asteroide della fascia principale. Scoperto nel 2000, presenta un'orbita caratterizzata da un semiasse maggiore pari a 2,3028081 UA e da un'eccentricità di 0,1792998, inclinata di 1,25355° rispetto all'eclittica.